# 克萊扎鄉
46°24′3″N 26°4′26″E / 46.40083°N 26.07389°E
克萊扎鄉（羅馬尼亞語：Comuna Cleja, Bacău），是羅馬尼亞的鄉份，位於該國東北部，由巴克烏縣負責管轄，面積55平方公里，海拔高度161米，2007年人口7,060，人口密度每平方公里129人。